# Oliver Warner
Oliver Warner (* 1903; † 14. August 1976 in Haslemere) war ein britischer Marinehistoriker und Schriftsteller.

## Leben und Wirken
Warner studierte an der Universität Cambridge, arbeitete als Journalist und war ab 1926 Lektor am Verlag Chatto and Windus. Nach dem Krieg war er stellvertretender Leiter der Veröffentlichungen des British Council. 1963 ging er in den Ruhestand und widmete sich ganz der Schriftstellerei.
Er veröffentlichte mehrere Werke über Marinegeschichte, unter anderem über Horatio Nelson und seine Seeschlachten, sowie unter anderem über Carl Gustaf Emil Mannerheim, Admiral Collingwood, James Wolfe, Frederick Marryat und George Monck.

## Schriften
- Captains and Kings: a group of miniatures, London: Allen and Unwin 1947 (Zeitschriftenartikel)
- Uncle Lawrence, New York: Random House 1939
- Hero of the restoration; a life of General George Monck, 1st Duke of Albemarle, London 1936
- Portrait of Lord Nelson, Chatto and Windus 1958
- Nelson´s Battles, Macmillan 1965
- Trafalgar, London: Batsford 1959
- Nelson and the age of fighting sail, American Heritage Pub. 1963 (Vorwort Chester W. Nimitz)
- Fighting sail : three hundred years of warfare at sea (Vorwort Earl Mountbatten), London: Cassell 1979
- The Glorious First of June, Macmillan 1961 (über die Seeschlacht am 13. Prairial)
- Captain Cook and the South Pacific, American Heritage Publ. 1963
- Herausgeber Great Sea Battles, Macmillan 1963
  - Deutsche Übersetzung: Große Seeschlachten, G. Stalling 1963
- Great Seamen, London: Bell 1961
- Great Battle Fleets, London, Hamlyn 1973
- Marshal Mannerheim and the Finns, Weidenfeld and Nicholson 1967
- British Navy: a concise history, Thames and Hudson 1975
- Victory: The Life of Lord Nelson, Boston, Little, Brown 1958
- The sea and the sword; the Baltic, 1630-1945; New York: Morrow 1965
- Introduction to British Marine Painting, London 1948
- John Gay, Longmans, Green 1964
- William Wilberforce and his times, New York, Arco 1962
- Joseph Conrad, Longmans, Green 1951
- The Life and Letters of Vice-Admiral Collingwood, Oxford UP 1968
- Admiral of the fleet: Cunningham of Hyndhope; the battle for the Mediterranean; a memoir, Ohio University Press
- Cunningham of Hyndhope, Admiral of the Fleet: a memoir, London, Murray 1967
- Admiral of the Fleet: the life of Sir Charles Lambe, London: Sidgwick and Jackson 1969
- Frank Woolley, London, Phoenix House 1953
- Battle of the Nile, Macmillan 1960
- Emma Hamilton and Sir William, Chatto and Windus 1960
- With Wolfe to Quebec: the path to glory, Toronto, Collins 1972
- Captain Marryat. A rediscovery, London: Constable 1953
- Command at sea : great fighting admirals from Hawke to Nimitz, Cassell 1976
- Chatto & Windus; a brief account of the firm’s origin, history and development, Chatto and Windus 1973